# Tsévié
Tsévié är en stad i södra Togo. Den ligger i regionen Maritime, 32 kilometer norr om Lomé. Folkmängden beräknades till 56 200 invånare 2020. Den är administrativ huvudort för regionen Maritime och prefekturen Zio.

## Vänorter
- Parthenay, Frankrike, sedan 1990.